# Lindsay Ellingson

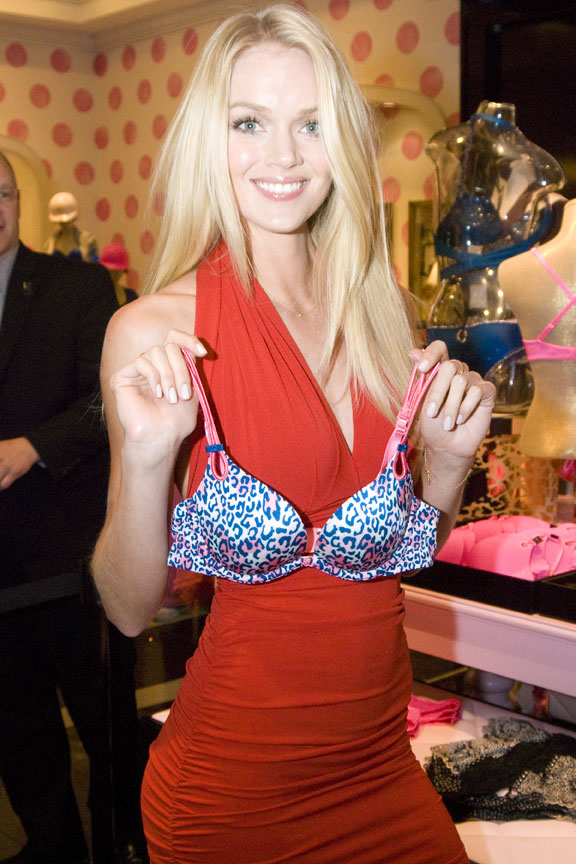
Lindsay Ellingson, 2011

Lindsay Marie Ellingson (* 19. November 1984 in San Diego, Kalifornien) ist ein US-amerikanisches Model.

## Biografie
Seit ihrer ersten Fashion Week in Paris für Frühling/Sommer 2005 hat sie für Marken wie Shiatzy Chen,  Blumarine, Chanel, Christian Dior, John Galliano, Gucci, Valentino, Lacoste, Marc Jacobs, Oscar de la Renta, Zac Posen, Diane von Fürstenberg und Giorgio Armani an Modenschauen teilgenommen. Sie hat auch Werbungen für Moschino, DKNY, MAC, Dolce & Gabbana, Charles David, H&M und Tommy Hilfiger gemacht und ist in Vogue, Marie Claire, Elle, L'Officiel,  GQ, Allure, Flair, V, i-D und D Magazine zu sehen gewesen.
Seit 2006 arbeitet sie für Victoria’s Secret, hat an vier Modenschauen teilgenommen und ist seit 2011 einer der Engel. Am 12. Juli 2014 heiratete sie den Handelsvertreter Sean Clayton.